# Joahas (Juda)
Joahas (* um 631; † nach 609 v. Chr.) war König von Juda als Sohn und Nachfolger von König Joschija.

## Etymologie
Der hebräische Name Joahas wird im MT hauptsächlich יְהֹואָחָז jəhô’āḥāz geschrieben (mit der Variante יֹואָחָז jô’āḥāz in 2 Chr 36,2  und 4 ). Es handelt sich in beiden Fällen um Satznamen, deren Bedeutung abgesehen vom verschiedenen theophoren Element gleich ist. Das Subjekt (יְהֹו jəhô oder יֹו jô) ist JHWH, das Prädikat gehört zur Wurzel אחז ḥz „ergreifen / (fest-)halten“. Der Name bedeutet daher „JHWH hat ergriffen / hält fest“.

## Biblischer Bericht
Im Jahr 609 v. Chr. kam er im Alter von 23 Jahren zur Regierung. Er amtierte allerdings nur drei Monate, da er dann vom ägyptischen Pharao Necho II. abgesetzt und zunächst in Ribla inhaftiert wurde. Später wurde er nach Ägypten deportiert, wo er starb. Dem Reich Juda erlegte der ägyptische Pharao eine Geldbuße auf (100 Zentner Silber und 1 Zentner Gold). Als Nachfolger bestimmte Necho den älteren Bruder des Joahas, Eljakim, dessen Namen er nach 2 Kön 23,34  in Jojakim ändern ließ.
Joahas wird biblisch in 2 Kön 23,31–32 , 2 Chr 36,1–4  und Jer 22,11  (dort wird er Schallum genannt) erwähnt.